# Ischnotoma (Ischnotoma) larotypa
Ischnotoma (Ischnotoma) larotypa is een tweevleugelige uit de familie langpootmuggen (Tipulidae). De soort komt voor in het Neotropisch gebied.